# ハロルド2世 (イングランド王)

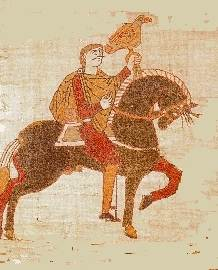
バイユーのタペストリーに描かれたハロルド2世

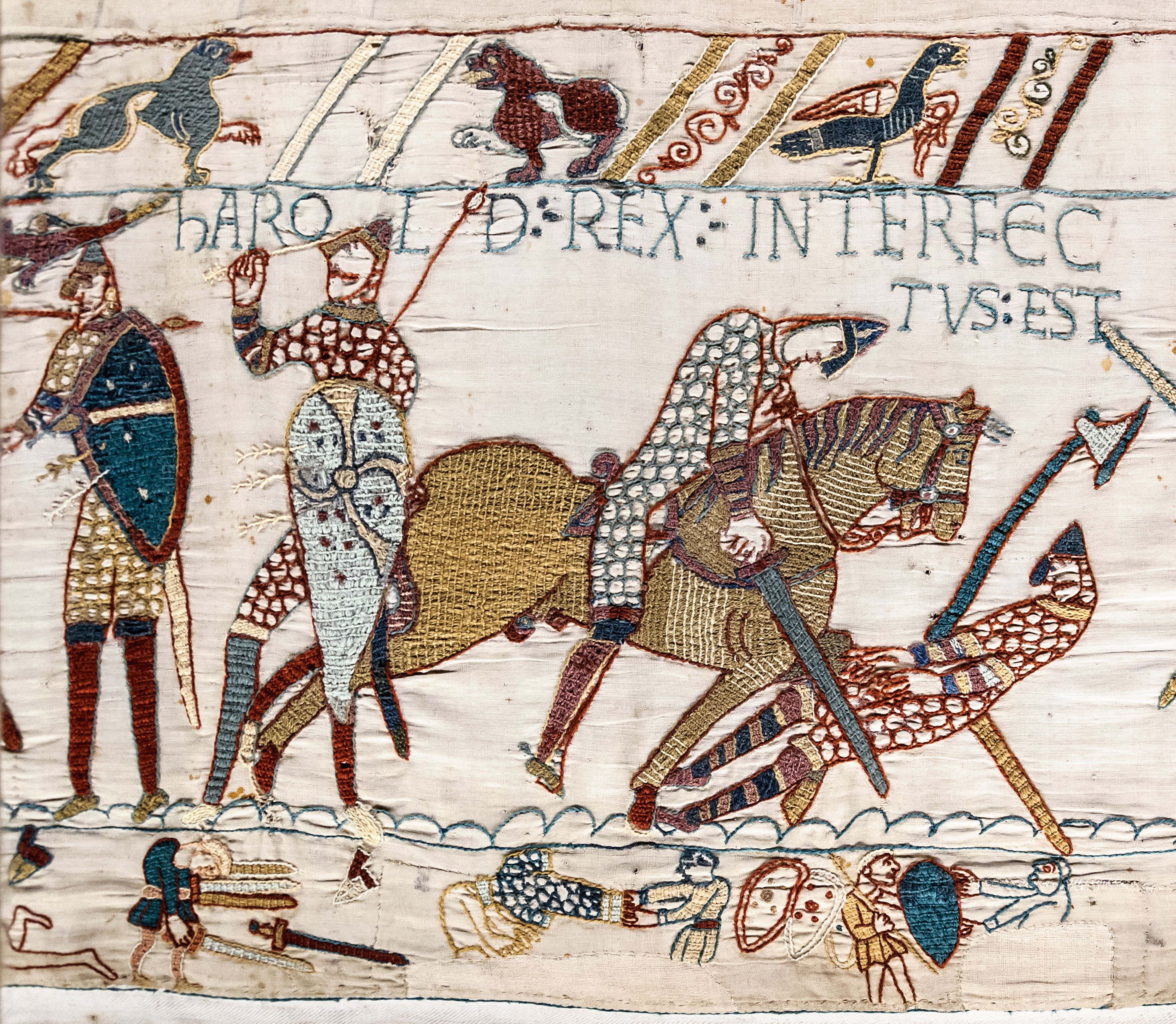
バイユーのタペストリーに描かれた、ヘイスティングズの戦いにおけるハロルド2世の戦死の模様。そのうちのどの戦士がハロルド2世であるかは確認されていない。

ハロルド・ゴドウィンソン (英語：Harold Godwinson、1022年ごろ - 1066年10月14日)、またはハロルド2世とは、最後のアングロサクソン人イングランド王である。ハロルドは1066年1月6日に即位し、同年10月14日にヘイスティングズの戦いで戦死するまで在位した。彼の戦死により、アングロサクソン人によるイングランド統治は終焉を迎えた。
ハロルド・ゴドウィンソンはクヌート大王と結びつきが強かったとされるアングロサクソン貴族ゴドウィン家の出身である。彼は父であるウェセックス伯ゴドウィンの死後、王国で有数の有力貴族として手腕を振るった、そして1066年1月5日、彼の義弟でもあるイングランド王エドワード懺悔王が後継者なしに崩御したことを受け、賢人会議の取り決めにより彼はハロルド2世としてイングランド王に即位した。おそらくハロルドはウエストミンスター寺院で戴冠式を行った初のイングランド王であるとされている。そして同年9月後半、イングランド王位継承権を主張してイングランドに侵攻しヨークに拠点を構えていたノルウェー王ハーラル・シグルズソン率いるノース人ヴァイキングをスタンフォード・ブリッジの戦いで撃滅し、その2週間後に返す刀で、同様の理由でイングランドに侵攻していたノルマンディー公ギヨーム2世の軍勢をヘイスティングズで迎え撃った。しかしこの戦いでハロルドは敗れ、戦死した。
居所は、バイユーのタペストリーの研究などから、イングランドのボシャムであるとされる。

## ゴドウィン家の背景
ハロルドは、イングランドで指折りの大貴族ウェセックス伯ゴドウィンとその妻 ギーサ・トルケルズドッティル の息子として誕生した。ギーサの兄弟であるウルフ伯はデンマーク王スヴェン1世の娘でかつクヌート大王の妹であるエストリズ・スヴェンスダッタと結婚している。ウルフ伯とエストリズの息子は1047年にスヴェン2世としてデンマーク王に即位することとなる。ハロルドの父親ゴドウィンの父は、ウルフノス・キルドという名のサセックス出身の従士であったとされる。ゴドウィンは元々はエドマンド剛勇王の家臣として活躍していたとされるが、その後はクヌート王の支援に回り、1018年にはクヌート王によってウェセックス伯に任じられた。その後、クヌート王の治世中においてゴドウィンはウェセックス伯の爵位を保持し続け、ゴドウィンを含む2人の貴族のみが自身の爵位に在位し続けたという。1035年のクヌート王の死後、ゴドウィンは彼の跡継ぎと目されていたクヌートの長男ハロルド兎足王ではなくハーデクヌーズの支援に回ったものの、のちにハーザクヌートの側に鞍替えした。1040年にハロルド兎足王が亡くなったのち、ハーザクヌートはイングランド王位を継承したが、ゴドウィンは1036年にハーザクヌートの兄弟であるアルフレッド・アシリングの暗殺に加担していたことから、一時的に自身の立場が危ういものとなった。しかしゴドウィンはハーザクヌート王に忠誠を誓い、莫大な贈与品を王に差し出したことから、ハーザクヌート王の寵愛を受けることとなった。1042年にハーザクヌート王が崩御した。彼の死ののち、ゴドウィンはノルマンディーに滞在していた王族エドワードをイングランド王に推戴させ、キングメーカーとしての役割を果たした。1045年にはエドワード懺悔王の元にゴドウィンの娘エディスが嫁ぎ、ゴドウィンは王国で権勢を誇る大貴族となった。ゴドウィンとギーサ夫婦は6人の息子と3人の娘を儲け、ゴドウィン家を繁栄に導いた。彼らの子供たちの誕生日については記録が残っていない。ハロルド・ゴドウィンソンはゴドウィンの次男として誕生し、1045年ごろに25歳であったとの記録があることからおそらく1020年ごろの生まれであったとされている。

### 有力貴族への道
ゴドウィンの娘エディスは1045年1月23日にイングランド王エドワード懺悔王と結婚した。そしてほぼ同時期にハロルドはイースト・アングリア伯に就任した。1044年ごろに作成されたと思われる命令書に、ハロルドは「伯爵」として連署人として名を連ねており、1045年までには公式文書に頻繁に伯爵として登場するようになっている。彼がイースト・アングリア伯に任命された理由の一つとして、ノルウェー王マグヌス1世のイングランド侵略という脅威に対抗するためであったとする説が挙げられている。1045年にマグヌス王の侵略に備えてイースト・アングリア伯領からサンドウィッチ地方に派遣された艦隊をハロルド自身が率いていた可能性も考えられている。また1043年にはハロルドの兄スヴェン・ゴドウィンソンもまたとある地域の伯爵に任じられており、この頃にはハロルドはケンブリッチシャー、サッフォーク、並びにエセックス地域の女性相続人であったエディス(en:Edith the Fair) ( 前々イースト・アングリア伯のっぽのトルケルの娘 ) との関係が始まったとされる。ハロルドとエディスの関係はカトリック教会の承認に従った結婚ではなく、 en:More danico と呼ばれるデーン人の慣習に従った婚姻スタイルであったとされ、当時のイングランド民衆に広く受け入れられていた。またこのような婚姻スタイルのもとで誕生した子供は嫡出子として認められたとされている。ハロルドは新しく任命された伯爵領での支援を確約するためにエディスと婚姻したと考えられている。
1047年、ハロルドの兄スヴェンはレオミンスター大修道院の修道女を誘拐した罪に問われ、伯爵領を放棄して亡命した。スヴェンのかつての領地はハロルドと従兄弟ビヨルン・エストリズソンが折半した。1049年、ハロルドは自ら軍船を率いて神聖ローマ皇帝ハインリヒ3世に対する支援に赴き、皇帝のボードゥアン5世の反乱に対する鎮圧戦に協力した。この支援活動の最中、スヴェンはイングランドに舞い戻り国王に対して赦免の要求を行おうと試みたが、ハロルドやビヨルンはスヴェンに対する領土返還を拒絶し、スヴェンは結局ビヨルンを人質に取った上で彼を殺害したという。
1051年、牽制を誇ったゴドウィンに対抗してエドワード懺悔王は、ゴドウィンと敵対する人物をカンタベリー大司教に任命し、ゴドウィン一族を亡命に追いやった。しかしゴドウィンたちは亡命地で軍勢を整えエドワード王に対抗した。そして1年後には、ゴドウィンの力に屈したエドワード王はゴドウィンをウェセックス伯に復位させざるを得なくなったとされる。1053年、ゴドウィンが亡くなったことを受けて、ハロルドはウェセックス伯を継承した。これにより、ハロルドはイングランド王国においてイングランド王に次ぐ権力を有する大貴族となった。
1055年、ハロルド伯はヘレフォードに侵攻し当地を焼き払うなどしていたウェールズ人を撃退し、彼らをウェールズに追い返した。そして1058年にはヘレフォード伯に就任した。当時のイングランド王国では、かつて25年ほどノルマンディー公国で亡命生活を送ったエドワード懺悔王の影響により、ノルマン人勢力が拡大しており、ハロルド伯はノルマン人の過剰な勢力拡大に対する対抗勢力の中心的存在として、亡き父ゴドウィンに代わって活躍した。1062-1063年にかけて、ハロルド伯はウェールズ王グリフィズ・アプ・サウェリンに対する軍事遠征を執り行った。この遠征はグリフィズ王の敗北と死により1063年に終結した。

### ハロルドと北フランス

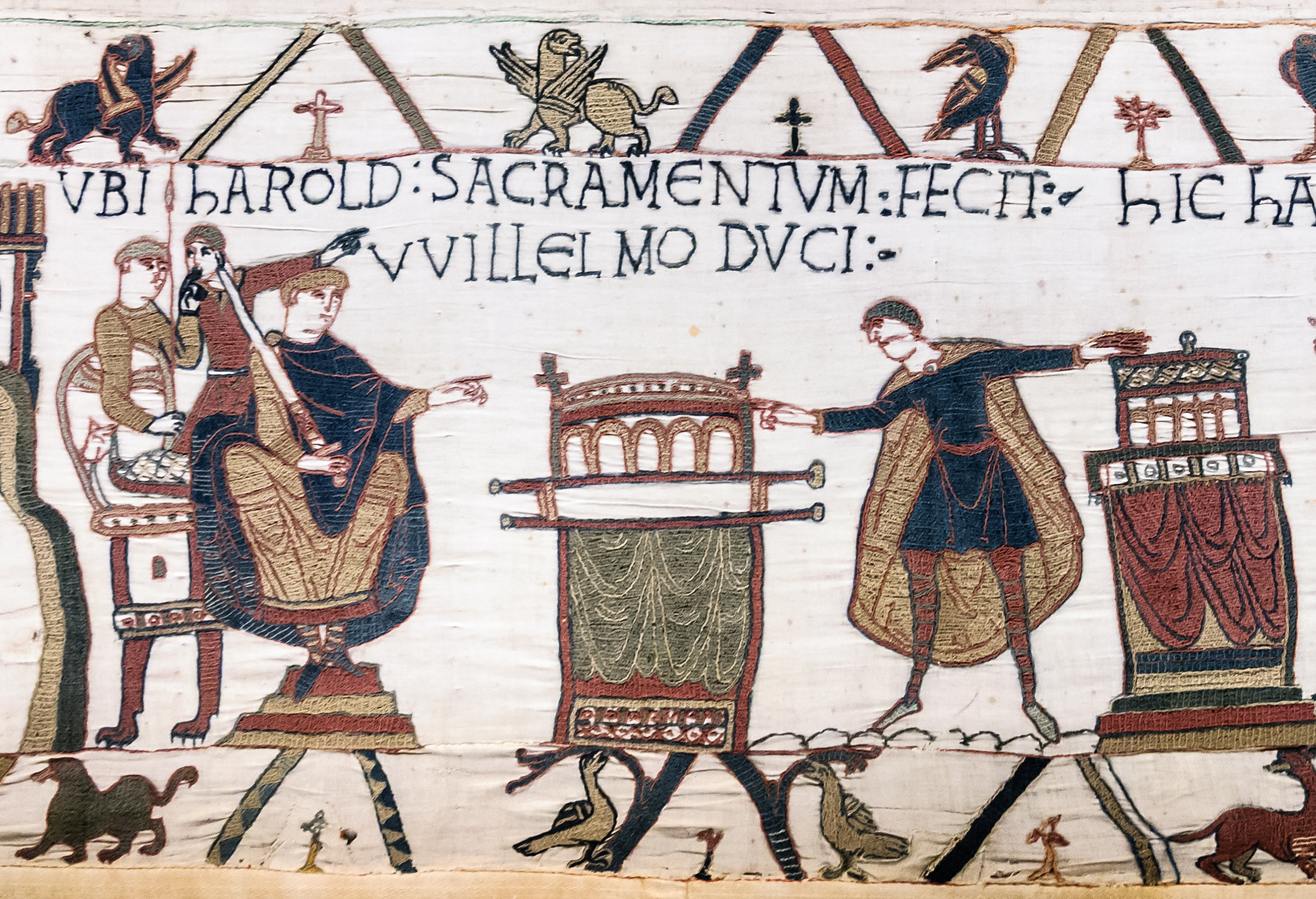
ハロルドがギヨーム公に対して忠誠を誓う場面。前の場面にて、ハロルドはギヨームに対してBagia(バイユー、おそらくバイユー大聖堂)で忠誠を誓ったと説明書きがある。この場面では、ギヨーム公が見守る中でハロルドが二つの祭壇に触れており、ノルマンコンクエストの大義の中核をなす出来事とされている。

1064年、ハロルドは航行中に北フランスのポンテュー地域に難破した。彼の航海とその後の海難事故については様々な推測がなされている。ノルマン・コンクエスト以前に編纂された最も古いノルマン人の年代期によれば、エドワード懺悔王はそれ以前にカンタベリー大司教ロバート・オブ・ジュミエージュをノルマンディーに派遣し、自身の男系親族であるノルマンディー公ギヨーム2世を次期イングランド国王候補に指名していたとされ、ハロルドはその取り決めに基づきギヨーム公に対して忠誠を誓うべく北フランスに向かったと記されている。しかし年代記編者たちはこの記述は信用に足らないと批判的に捉えている。少なくともギヨーム公自身は自身がイングランド王位継承を申し渡されたと認識していたと見られるが、おそらくギヨーム公側かノルマンディー・イングランド双方の側で認識の混乱が生じていたのではないかと考えられている。なぜなら、当時のイングランド王位は王族が勝手に継承するものでも、前任君主が後継を自ら決定するものでもなく、賢人会議の会議を経てから選出されるという仕組みをとっていたからである。また、ハロルドが派遣された理由として「ハンガリーに亡命中であったエドワード懺悔王の甥をイングランドに呼び戻す」ためであったとする意見もあるが、これはエドワード懺悔王とギヨーム公との取り決めに反している。また、後々に編纂されたノルマン人による年代記には、ハロルドは以前からノルマンディーに捕囚され続けている彼の兄弟を救出すべくノルマンディーに向かったとする意見や、ただ単に狩りや魚釣りをしていた最中に予期せぬ暴風に遭遇し、北フランスに流されてしまったという記述が記されている。いずれの理由にせよ、ハロルドはボシャムを出航し、ポンテュー付近に難破したということは共通している。遭難したハロルド一行はポンテュー伯ギー1世に捕えられ、ボーランヴィル の伯爵の居城に留め置かれたという。ギヨーム公はその後すぐにボーランヴィル城に訪れ、ハロルドの身柄をギー伯から受け取ったという。ハロルドはその後、ギヨーム公によるブルターニュ公コナン2世に対する軍事遠征に従軍したという。言い伝えによれば、ハロルドはル・モン＝サン＝ミシェルの要塞化された大修道院の前を通過する際、ギヨーム公の家臣2人を流砂から救ったという。彼らはドル＝ド＝ブルターニュからレンヌ地方までコナン2世を追撃し、ディナンにてコナン2世の降伏を受け入れたという。ハロルドはその後、ギヨームより武具を授かり、また叙任を受けた。そしてバイユーのタペストリーをはじめとするノルマン人文献によれば、ハロルドはこの際にギヨームに対して忠誠を誓い、ギヨームのイングランド王即位への支援を約束したという。エドワード懺悔王の死後、ノルマン人はハロルドがイングランド王即位を受諾したことを受け、彼のギヨーム公に対する忠誠を反故としたことに対して反発の意をすぐさま示したという。

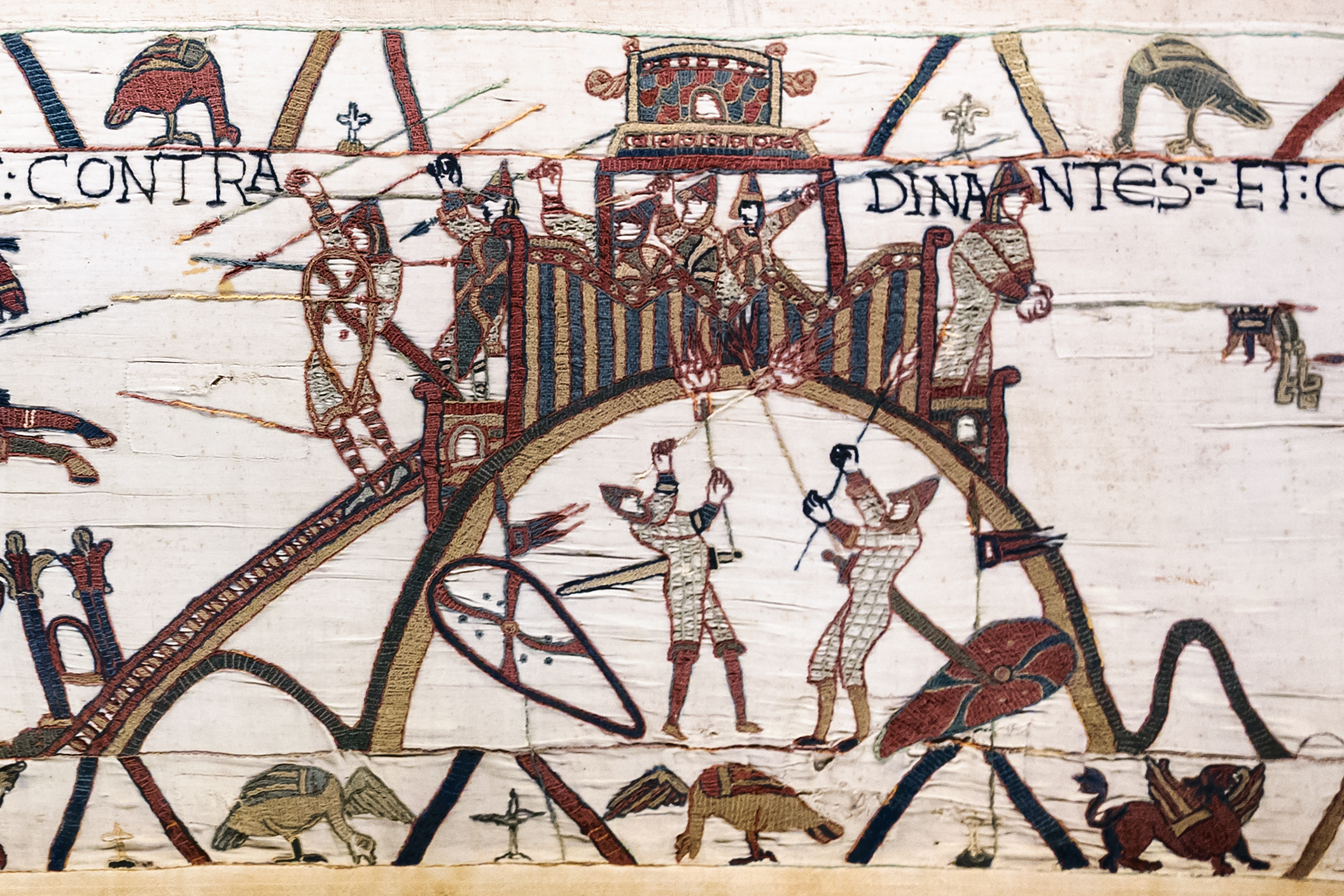
ディナンの木造砦に立て篭もるブルトン軍を攻撃するギヨーム軍

当時の歴史家オルデリック・ビターリスはハロルドのことを以下のように記している。
『(彼は)その大きく強靭な体格、洗練された礼儀、確固とした精神力と卓越した言葉遣い、そして様々な優れた資質によって際立っていた。しかし、すべての美徳の基礎である誠意にかけていた時、これほどの多くの貴重な才能は何の役に立ったのであろうか？』

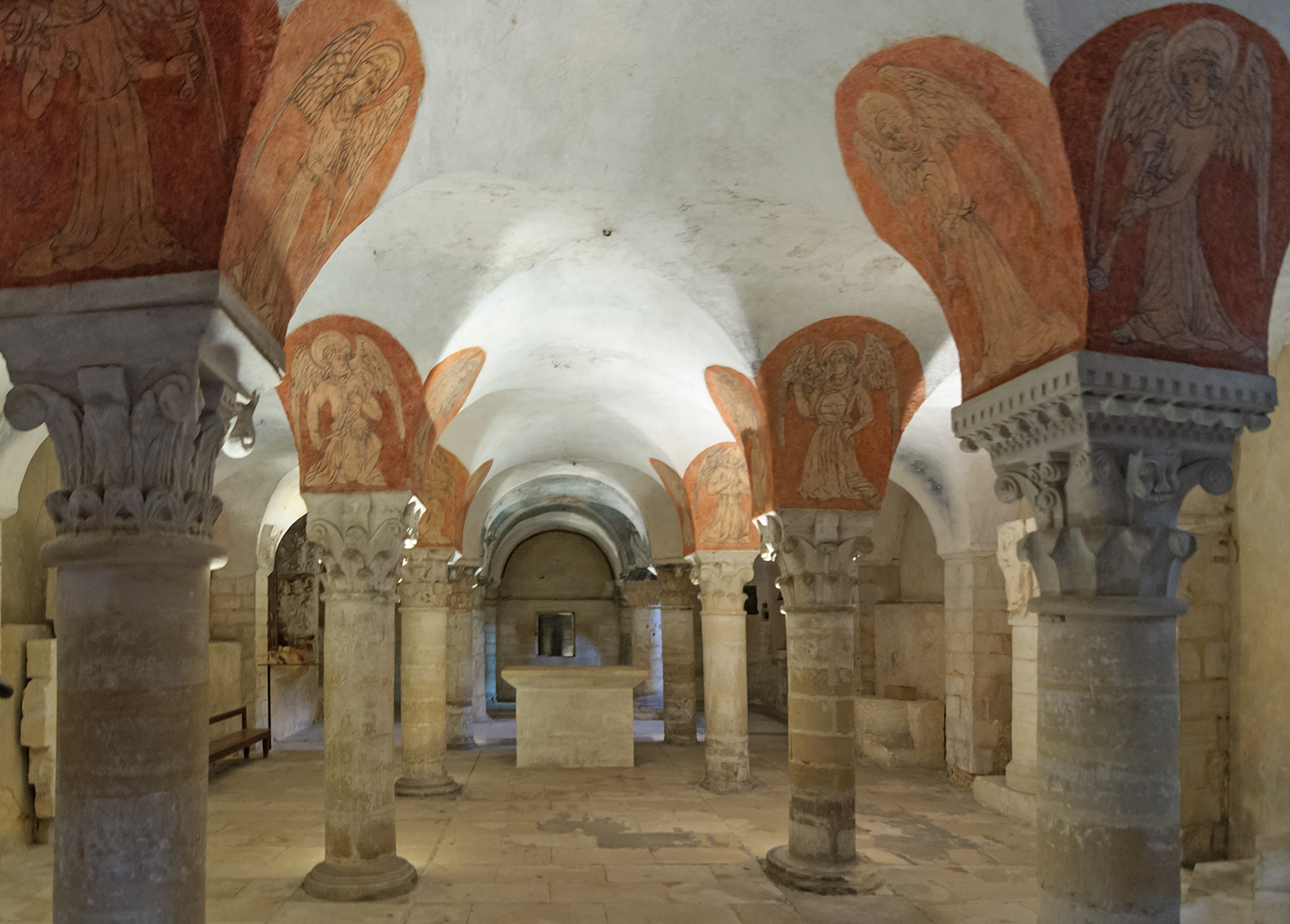
バイユー大聖堂の地下聖堂

1065年、ハロルドの弟で当時ノーサンブリアを治めていたトスティ・ゴドウィンソンが自身の領国における徴税比率を倍増させるという政策を採った結果、ノーサンブリアにて反乱が発生した。そしてトスティはノーサンブリア伯の座から解任され、代わりにモーカーがノーサンブリア伯の座に据え置かれた。この処遇がきっかけとなり、ハロルドは北イングランド地域の諸貴族と婚姻関係を強めたが、同時に一族内部における対立も深まる結果となった。そしてトスティは、兄のハロルドと対決する姿勢を鮮明にし、イングランドを離れてノルウェー王ハーラル苛烈王と軍事同盟を締結することなった。

## イングランド王

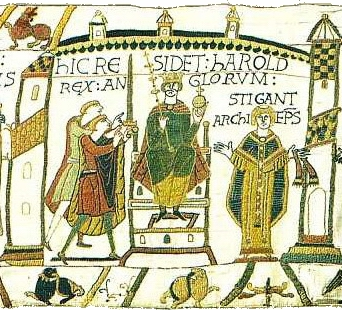
ハロルドの戴冠式の様子。イングランド王ハロルドとスティガンド大司教が着座している。ノルマン視点の文献には、ハロルドはカンタベリー大司教スティガンドの下で戴冠式を挙行したと伝わる。(d. 1072)

1065年、後継者を定めることなくエドワード懺悔王は昏睡状態に陥った。そして1066年1月5日、『エドワード王伝記』(en:Vita Ædwardi Regis)によれば、この日にエドワード王が亡くなったとされる。しかし亡くなる直前、エドワード王は意識を取り戻し、彼の未亡人と王国をハロルドの守護に託すことを言い残したと伝わる。しかしエドワード王のこの命令の意図については未だ定かではない。バイユーのタペストリーには死に際のエドワード王がハロルドと思しき人物に対して指差している様子が描かれている。エドワード王崩御の翌日に開催された賢人会議で、ハロルドはイングランド王に選出された。ハロルドの即位式は1月6日にウエストミンスター寺院で挙行された。後世に製作されたノルマン人文献にはハロルドの戴冠式挙行を唐突なものとして記述しているが、これはハロルド側の不法な王位強奪によるものではなく、この日が公現祭であり全てのイングランド貴族が集結していたためである可能性があるとされる。
1066年1月初頭、ハロルド王の戴冠式挙行の報を受けたギヨーム2世は、王位奪還を目論みイングランドへの軍事侵攻を企図し、700の軍船や物資輸送船の建造をノルマンディー沿岸のディーブ＝シュル＝メールで開始した。ギヨームは軍事侵攻の大義を得るのに苦心したとされるが、ハロルドがかつての誓いを破り王位についたことを強く主張することで、ローマ教皇は形式的にギヨームを正当なイングランド王継承者であると承認した。ギヨームのイングランド侵攻に対抗すべく、ハロルド王はワイト島に軍勢を集結させ、ギヨーム軍を待ち受けた。しかし、ギヨームの艦隊はそれから7ヶ月もの間ノルマンディーの港で停泊し続けた。おそらく風向きが悪かったのであろうとされている。9月8日、ハロルド軍は備蓄が底をついたことを受けて軍を解散し、ハロルド自身はロンドンに帰還した。そして同日、ノルウェー王ハーラル苛烈王はハロルド王の弟であるトスティ・ゴドウィンソンを引き連れて、タイン川河口付近に上陸した。

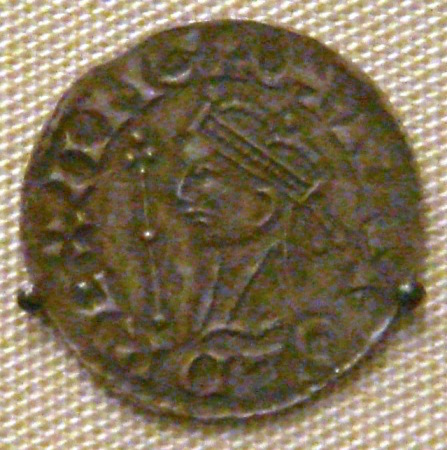
ハロルド・ゴドウィンソン王の貨幣

ハーラル苛烈王とトスティ・ゴドウィンソンの率いるノース人軍団は、1066年9月20日、マーシア伯エドウィン・ノーサンブリア伯モーカー率いるイングランド軍をヨーク近郊のフルフォードで打ち破った。ハロルド王は軍を率いてロンドンから急ピッチで北進し、出陣からたった4日後にヨークシャー地域にたどり着いた。そして9月25日、隙をついてハーラル軍に対して奇襲を仕掛け、スタンフォード・ブリッジ付近にてハーラル軍を撃破。ハーラル王・トスティ共々殺害し、イングランド軍は大勝利を収めた。
スノッリ・ストゥルルソンによれば、本格的な戦闘が始まる前、1人の馬に乗った男がハーラル王・トスティの面前に現れた。彼は名を名乗らなかったが、トスティに対して「ハーラル王陣営からの退去と引き換えにかつての伯領の返還する」という条件を申し出た。トスティはその男に対し、「我が兄ハロルドは、はるばるイングランドにやってきたハーラル王に対しては何を提供するのか？」と尋ねた。その男は「その者は他のものより背が高い。それゆえに7フィートのイングランドの土地をくれてやろう」と返答した。そしてその男はサクソン陣営に帰陣して行ったという。ハーラル王はその男の大胆さに感銘を覚え、トスティにその男の素性を尋ねた。トスティは彼こそが兄のハロルドであると答えた。しかし19世紀の歴史家エドワード・オーギュスト・フリーマンはこの話を完全な作り話だと主張している 。

## ヘイスティングズの戦い

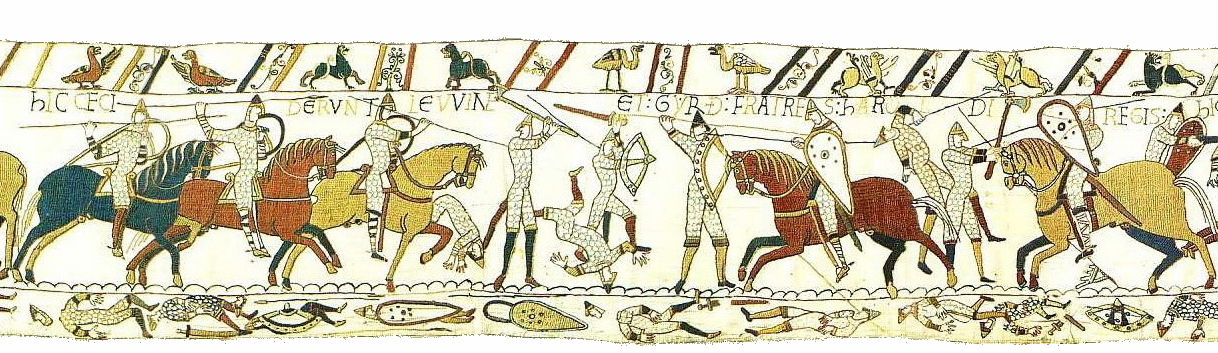
ここでハロルド王の弟、レオフウィン・ギルスが戦死した。

1066年9月12日、ギヨーム2世率いるノルマンディー軍がノルマンディーを出航した。しかし複数の艦船が嵐に遭遇し難破し、ノルマンディー艦隊はサン＝ヴァレリー＝シュル＝ソンムに一時的に停泊し、風向きが変わるのを待つ羽目になったという。9月27日、ノルマンディー艦隊は再び出航し、イングランドに向けて進軍を再開した。そして翌日、ノルマンディー艦隊はイースト・サセックス地方沿岸部のペヴェンジーに到着した。そして約7000のギヨーム軍はサセックスに上陸し、これを食い止めるべくハロルド王は南に向けて進軍を開始した240マイル (390キロメートル)。ハロルド軍は急遽ヘイスティングズにて陣地を構築し、ギヨーム軍との戦闘に備えた。そして10月14日、両軍はセンラック・ヒルと呼ばれる丘(現在のバトル近郊) で全面衝突した。戦闘は激しく、9時間も続いたとされ、戦闘中にハロルド王は戦死したと伝わっている。彼の兄弟であるギルス、レオフウィンもまた、この戦で討ち死にしたと伝わる
。

## 死
ハロルド王はヘイスティングズの戦いの最中、目を射抜かれて戦死したとする説は現在広く知られているが、歴史学的には多くの論争を呼んでいる。戦後すぐにアミアン司教ギーによって編纂されたノルマン文献『ヘイスティングズの戦いの歌』によれば、ハロルドはギヨーム2世を含む4人の騎士によって槍で貫かれたとされている。12世紀のアングロ・ノルマン人歴史家マームズベリーのウィリアムの著作Gesta Regum Anglorum、またハンティンドンのヘンリーの著作『イングランドの歴史』(Historia Anglorum)には、ハロルドは戦闘中に頭に負った矢傷が原因で亡くなったと記されている。またモンテ・カッシーノ修道士 en:Amatus of Montecassinoがヘイスティングズの戦いから20年後に編纂した歴史書『ノルマン人の歴史』(L'Ystoire de li Normant)には、ハロルドは目に矢が刺さり亡くなったと記してあるが、これは14世紀に書き加えられた文言である可能性が唱えられている。それ以降の文献には以上の2説の内、片方かもしくは両方の説が反映され記述されている

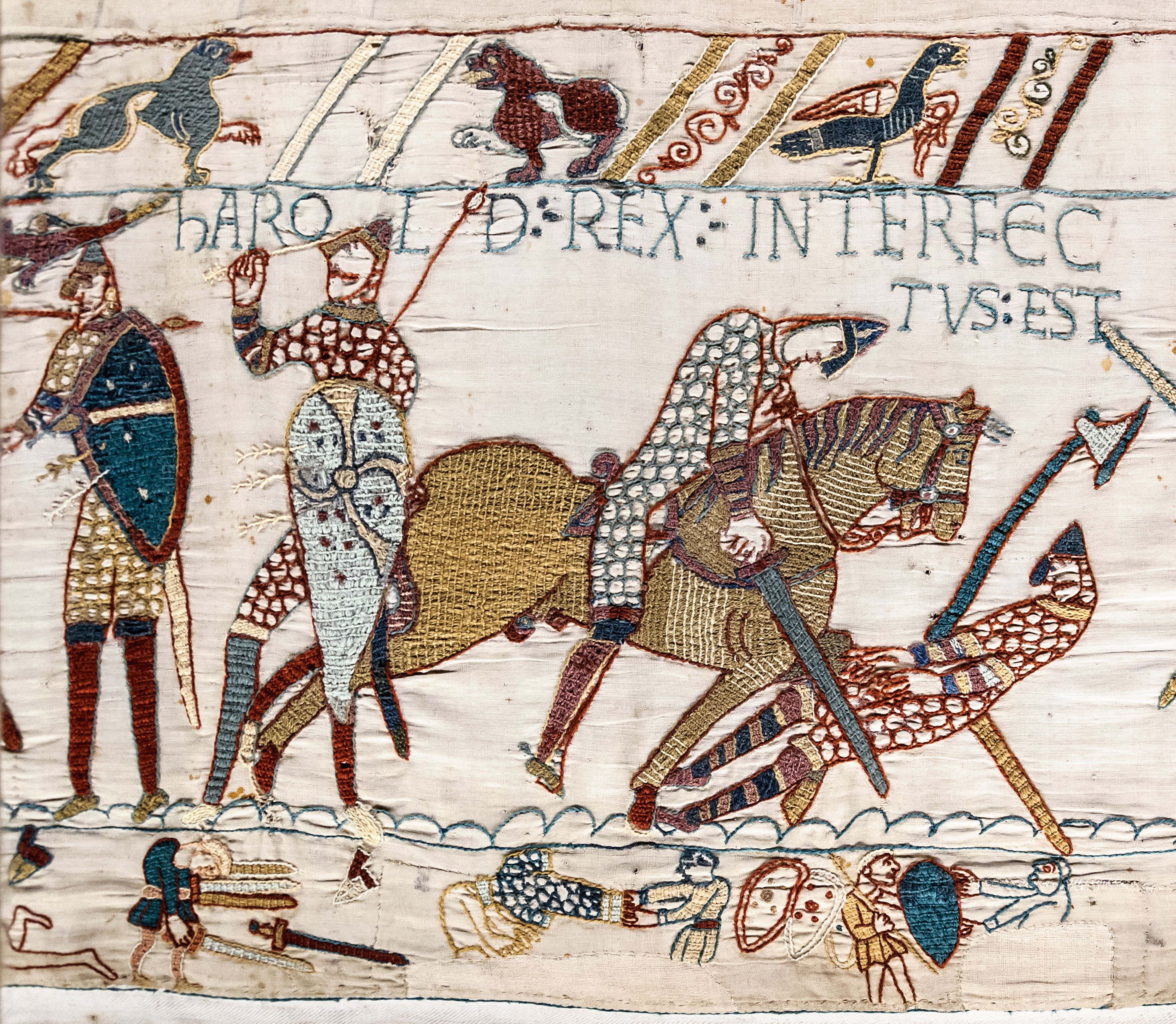
バイユーのタペストリーに描かれたハロルド王戦死の場面。 [ここで]ハロルド王は殺された ([Hic] Harold Rex interfectus est)と記されている。

バイユーのタペストリーには"Hic Harold Rex Interfectus Est" (『ここでハロルド王は殺された』) という碑文とともに、戦場に立っている1人の戦士が自身の目に刺さった矢を手で握っている様子が描かれている。が、この絵は18世紀後期から19世紀初頭ごろに修正されたものである可能性が指摘されている。歴史家の中には、矢を握るこの戦士がハロルド王を意図して描かれたものなのか、はたまたこの場面がハロルド王の戦死の様子を順を追って描かれたもので、中央の人物の左側に立っている人物と、その背後の馬のひづめの下で切り付けられほぼうつ伏せの状態で右側に横たわっている人物が、ともに死にゆくハロルド王の様子を描いたものなのか疑問を呈す者も存在する。1730年代に製作されたエッチング版画には直立した人物と共に異なる物が描かれている。1729年のBenoît版には、周りに描かれた矢より長めの縫い目が点線で示されており、他の矢の描写には矢羽根が描かれているもののこの線には矢羽根は描かれていない。Bernard de Montfauconが制作した1730年版には、現在のタペストリーに描かれている目に矢が刺さっている人物の体勢と似たような体勢で、同じ人物が上手持ちで握っている槍が実線で描かれている。そして実際タペストリーにはその部分に縫い目が存在しており、その縫い目が槍の描写をかき消すために縫い込まれた跡である可能性が考えられている。1816年には、ロンドン考古協会の要請を受けた好古家en:Charles Alfred Stothardによりバイユーのタペストリーのレプリカが製作された。彼は、既に破損していた部分や欠落していた部分を自身の仮説に基づいた描写とともに複製に加えた。そしてこの時初めて矢が描かれた。また、19世紀の熱狂的な修復家によって横たわる人物に矢の描写が書き加えられ、のちに縫い直されたとする説がある。多くの人はハロルドという名前が上部に記されている人物こそハロルド王であると考えているが、碑文の書かれた位置ではなく視覚的にその場面の中心的存在として描かれていることが、名前と一致する人物を特定する鍵となっている事例がタペストリーのその他の場面から確認されていることから、この説は論争の的となっている。また更には、どの記述も正確で、ハロルド王はまず目に矢傷を負った後に槍で突き刺されたため、タペストリーではその両方のシーンが描かれているとする説も唱えられている。

## 埋葬と遺産
当時の歴史家ポワティエのギヨームによれば、ハロルド王の遺体は埋葬のためにギヨーム公の家臣ギヨーム・マレ(William Malet)の手に引き渡された。

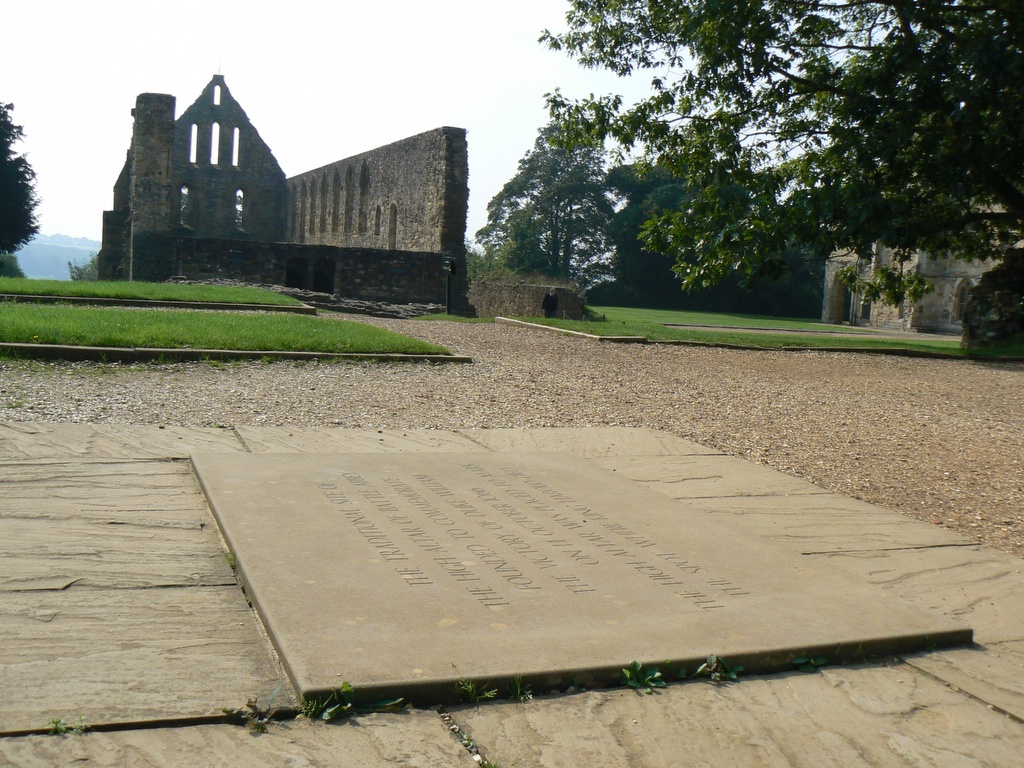
ハロルドの戦没地と知られる場所。のちにバトル修道院が建立された。

王のそばで2人の王弟の亡骸が見つかった。ハロルド自身は王としての全ての名誉の印をはぎとられており、顔ではなく体の残された彼特有のマークでしか判別することができなかった。彼の遺骸は公の野営地に運び込まれ、ハロルド王の母親にではなくWilliam Maletという名の貴族に引き渡された。王母は彼の体重分の金貨と引き換えに息子の遺体の引き渡しを要請してきたが、公はそれを断った。遺体と引き換えに財を得るという行為をよく思わず、またハロルド王の強欲さゆえに多くの死者が埋葬されずに放置されている状況を鑑み、王母の望み通り彼を埋葬させることもよく思っていなかったのである。ノルマン兵たちは、馬鹿げた情熱とともに沿岸を防衛していたハロルドの遺体は海に埋葬するのがお似合いだという冗談を口々にした—William of Poitiers、Gesta Guillelmi II Ducis Normannorum、William of Poitiers 1953, p. 229

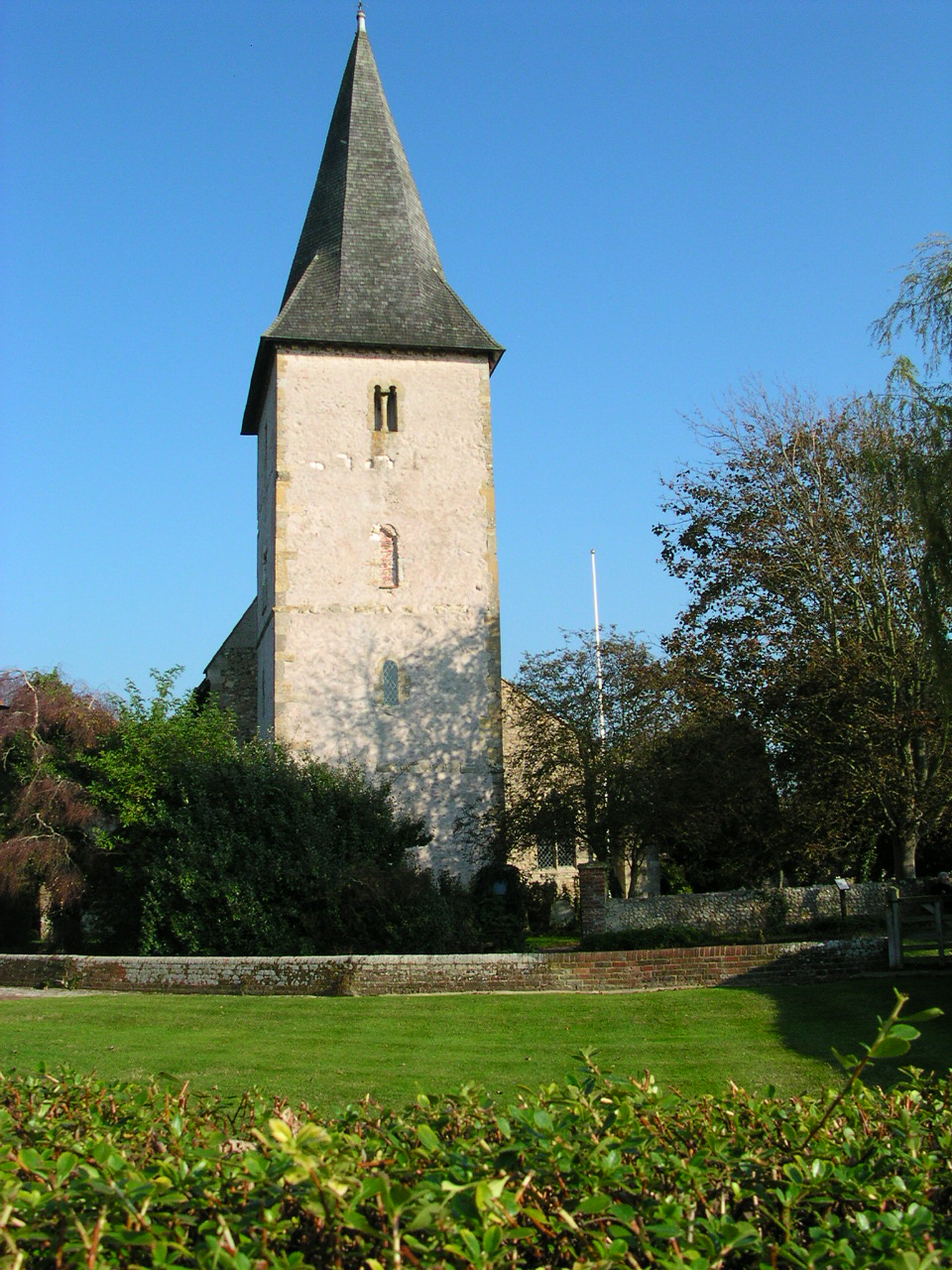
ウェスト・サセックスに建つ聖三位一体ボシャム教会(Bosham Church)。下の3階部分はサクソン時代のものであり、最上階はノルマン時代のものである

ハロルド王の未亡人エディス(en:Edith the Fair)が戦場跡でハロルド王の遺体を見つけたという伝承も残されている。(ハロルド王の体にはエディスしか知らない傷跡があったという) ハロルド王はボシャム生まれであり、1954年にボシャム教会でアングロサクソン風の柩が発見されていることから、当地がハロルド王の埋葬地であるとする意見も存在する。しかしボシャム教会の墓所における遺体発掘調査の要求が2003年12月に成された際、チチェスター司教区によってこの要求は拒否されたという。チチェスター司教区尚書係は「埋葬されている遺体がハロルド王のものであると断定できる可能性は非常に低いゆえ、到底墓地探索は正当化できない」としている。1954年に行われた発掘調査によれば、『それはHorshamの石材でできており、壮麗な装飾が施されていた。中には体格の良い男性の大腿骨と骨盤が見つかり、この男性の身長は5フィート6インチ、年齢は60台以上と推定され、関節炎の跡が残されていた』という。ただ、その棺には頭蓋骨が残されておらず、骨には死後の腐敗によるものとは異なるタイプの損傷が残っていることから、より早い時期に墓自体が荒らされたのではないかと指摘されている。これらの遺体の描写は、Carmenに記されているハロルド王の死に際の描写と異なる。この詩はまた、ハロルド王が海辺に埋葬されたと示されているが、これはポワチエのウィリアムの記述とも一致する上に、チチェスター湾からわずか数ヤードしか離れておらず英仏海峡が見えるボシャム教会の墓所がハロルドの墓所であるとする認識とも一致する。
また、ハロルド王は1060年に彼自身が再興したエセックスのウォルサムアビー教会で丁寧な葬儀が行われて埋葬されたとする伝説や、ハロルド王は戦死せずにイングランドを落ち延びたという伝説、また生き延びた後にチェスターかカンタベリーで隠者として余生を過ごしたとする伝説が存在する。
ハロルド王の息子ウルフはモーカーやその他の2人の貴族とともにノルマンディー側によって収監されていたとされるが、1087年にウィリアム王(ギヨーム公)の死に際して解放されたという。ウルフは解放後、自身を叙任したロベール短袴公に命運をかけたが、その後歴史から消え去った。ウルフの他の2人のハロルド王の息子、ゴドウィンとエドマンドは、アイルランド上王en:Diarmait mac Máel na mBóの支援の下で1068年と1069年の2度に渡ってイングランドに侵攻したが、1069年のノーサムにてノルマン軍に敗退した。Diarmait王は1068年にハロルド王の軍旗を他のアイルランド君主に贈答したという。
東方正教会のキリスト教徒の中にはハロルド王を聖人と見なす者もいるが、正教会はハロルド王を正式を列聖しているわけではない。ハロルド王の列聖を支持する人々は、彼を潜在的な殉教者または受難の担い手と見なしている。また英語圏の正教徒たちの間では、彼の活躍に関する図象制作に関心が集まっており、またハロルドは地域的に彼らの崇拝の念を集めている。

## 結婚と息子たち

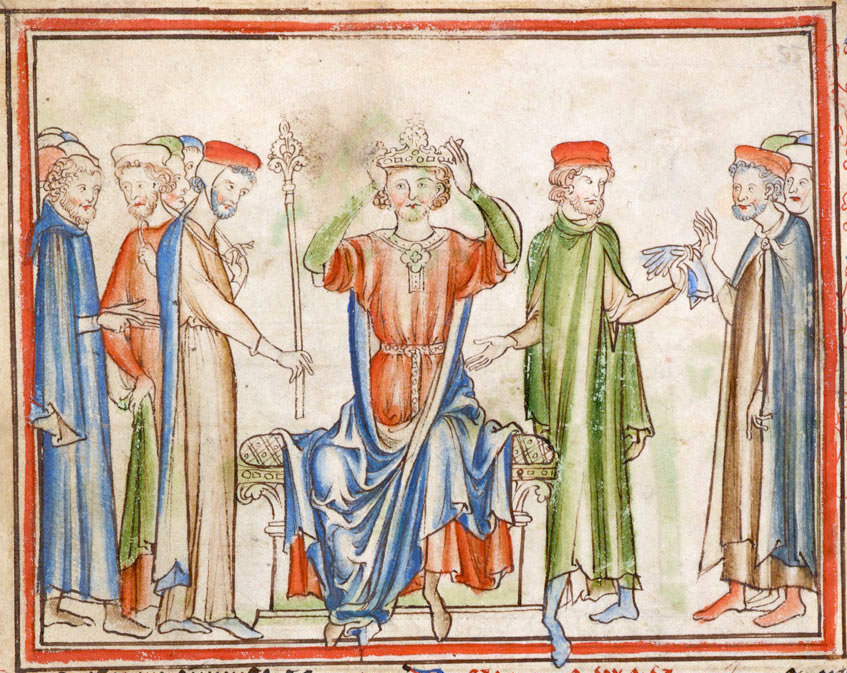
13世紀に描かれたハロルド王の戴冠式の様子。著者不明の歴史書「エドワード懺悔王の生涯」より。ケンブリッジ大学図書館蔵

ハロルドはエディスと約20年間の結婚生活を送ったとされ、その中で少なくとも5人の子供を儲けたという。
オルデリックによれば、ハロルドは同時にギヨーム公(ウィリアム征服王)の娘アデライザと婚約していたとされる。ただこれが正しかったとしても彼らの関係は婚約どまりで結婚に発展することはなかった。
1066年1月ごろには、ハロルドは エルフガール伯の娘エアルドギースとウェールズ公の未亡人の2人と結婚した。ヘイスティングズでハロルドが戦死したのち、妊娠中であったエアルドギースは、彼女の兄弟で北イングランドにおける伯爵であったエドウィン・モーカーによって救出され、チェスターに護送された。しかしその後の彼女の同行は伝わっていない。
歴史家の中には、エアルドギースとハロルドの間には子供がいなかったと主張する者もおれば、編年記録に基づく考察によると後述の2人が双子でかつハロルド王の戦死の後に誕生した可能性が高いとする根拠を基にハロルド・ウルフという名の2人の息子が彼女の息子であると主張する者もおり、意見が分かれている。またウルフに関しては、エディスの息子であるとする説も存在する。
またエディスが戦場に残されたハロルド王の遺体を集め、ウォルサムアビー教会に埋葬したとする伝説が残されている。1066年以降のエディスの動向は伝わっていない。またノーサムの戦い以降のハロルドの息子たちの動向も知られていないが、後世の文献には彼らの祖母と姉妹らと共にデンマーク王国の王宮に亡命したとする記述がなされている。

### 引用
1. ↑  Gould, David; Creighton, Oliver; Chaussée, Scott; Shapland, Michael; Wright, Duncan W (2024-10). “WHERE POWER LIES: LORDLY POWER CENTRES IN THE ENGLISH LANDSCAPE c. 800–1200” (英語). The Antiquaries Journal 104:  72–106. doi:10.1017/S0003581524000350. ISSN 0003-5815.
2. ↑  “バイユーのタペストリーに描かれた「失われた」王の邸宅、考古学者が発見”. CNN.co.jp. 2025年2月6日閲覧。
3. ↑  Magazine, Smithsonian. “Archaeologists Say They've Located Harold II's Lost Manor House” (英語). Smithsonian Magazine. 2025年2月6日閲覧。
4. ↑  Walker 2000, p. 10.
5. ↑  Barlow 1988, p. 451.
6. ↑  Walker 2000, pp. 7–9.
7. ↑  Walker 2000, p. 12.
8. ↑  Walker 2000, pp. 13–15.
9. ↑  Walker 2000, p. 16.
10. ↑  Walker 2000, pp. 17–18.
11. ↑  Mason, Emma (2004). House of Godwine: The History of Dynasty. London: Hambledon & London. p. 35. ISBN 1-8528-5389-1
12. ↑  Rex, Peter (2005). Harold II: The Doomed Saxon King. Stroud, UK: Tempus. p. 31. ISBN 978-0-7394-7185-2
13. ↑  Walker 2000, p. 18–19.
14. ↑  Barlow 1970, p. 74.
15. ↑  Walker 2000, pp. 127–128.
16. ↑  Walker 2000, p. 22.
17. ↑  Walker 2000, p. 24–25.
18. 1 2  Fleming 2010.
19. ↑  Chisholm 1911, p. 11.
20. ↑  “Harold II”. Encyclopædia Britannica. 2020年1月21日閲覧。
21. 1 2  Howarth 1983, pp. 69–70.
22. ↑  Howarth 1983, pp. 71–72.
23. ↑  Freeman 1869, pp. 165–166.
24. ↑  Vitalis 1853, pp. 459–460.
25. ↑  DeVries 1999, p. 230.
26. ↑  Barlow 1970, p. 251.
27. ↑  "Westminster Abbey Official site – Coronations"
28. ↑  Sturluson, Snorri (1966). King Harald's Saga. Baltimore, Maryland: Penguin Books. p. 149
29. ↑  Freeman 1869, p. 365.
30. ↑  Brown 1980, pp. 7–9.
31. ↑  Grainge & Grainge 1999, pp. 130–142.
32. ↑  Freeman 1999, pp. 150–164.
33. ↑  Foys 2010, pp. 161–163.
34. ↑  Foys 2016.
35. 1 2 3  Livingston 2022.
36. ↑  Society of Antiquaries of London (2020年). “Bayeux Tapestry”.  London:  College of Antiquaries. 2022年10月24日時点のオリジナルよりアーカイブ。2023年5月4日閲覧。
37. ↑  Bernstein, David (1986). The Mystery of the Bayeux Tapestry. Univ of Chicago Pr. pp. 148–152. ISBN 0-2260-4400-9
38. ↑  Foys 2010, pp. 171–175.
39. ↑  Brooks, N. P.; Walker, H. E. (1997). “The Authority and Interpretation of the Bayeux Tapestry”. In Gameson, Richard. The Study of the Bayeux Tapestry. Boydell and Brewer. pp. 63–92. ISBN 0-8511-5664-9
40. 1 2 3  Hill 2003.
41. 1 2  Bosham Online 2003.
42. ↑  Fryde et al. 2003, p. 29.
43. ↑  Walker 2000, pp. 181–182.
44. ↑  Bartlett & Jeffery 1997, p. 59.
45. ↑  Moss 2011.
46. ↑  Philips 1995, pp. 253–254.
47. 1 2  Barlow 2013, p. 78.
48. ↑  Ross 1985, pp. 3–34.
49. ↑  Round 1885.
50. 1 2  Maund 2004.
51. 1 2  Barlow 2013, p. 128.
52. ↑  Barlow 2013, pp. 168–170.
53. ↑  Arnold 2014, pp. 34–56.

### 文献
- Arnold, Nick (2014). “The Defeat of the sons of Harold in 1069”. Report and Transactions (Barnstable: デヴォンシャー協会（英語版）) 146:  33–56. ISSN 0309-7994. OCLC 5840886678.
- Barlow, Frank (1970). Edward the Confessor. Los Angeles, California: University of California Press. ISBN 978-0-5200-1671-2
- Barlow, Frank (1988). The Feudal Kingdom of England 1042–1216 (Fourth ed.). New York: Longman. ISBN 0-5824-9504-0
- Barlow, Frank (2013). The Godwins: The Rise and Fall of a Noble Dynasty. Abingdon: Routledge. ISBN 978-0-5827-8440-6
- Bartlett, Thomas; Jeffery, Keith (1997). A Military History of Ireland. Cambridge: University Press. ISBN 978-0-5216-2989-8
- Bosham Online (2003年). “The Debate concerning the remains found in Bosham Church”. Bosham Community Website.   The Bosham Online Magazine. 2009年2月3日時点のオリジナルよりアーカイブ。2009年2月3日閲覧。
- Brown, R. Allen, ed (1980). Anglo-Norman Studies III: Proceedings of the Battle Conference 1980. Woodbridge, Suffolk: Boydell Press. ISBN 0-8511-5141-8
- Chisholm, Hugh, ed. (1911), “Harold II” (英語), Encyclopædia Britannica, 13 (Eleventh ed.), Cambridge University Press, ウィキソースより閲覧。
- DeVries, Kelly (1999). The Norwegian Invasion of England in 1066. Woodbridge: Boydell. ISBN 978-1-8438-3027-6
- Fleming, Robin (23 September 2010). “Harold II [Harold Godwineson] (1022/3?–1066)”. Oxford Dictionary of National Biography (英語) (online ed.). Oxford University Press. doi:10.1093/ref:odnb/12360.{{cite encyclopedia}}:  CS1メンテナンス: デフォルトと同じref (カテゴリ) (要購読、またはイギリス公立図書館への会員加入。)
- Foys, Martin (2010). “Pulling the Arrow Out: The Legend of Harold's Death and the Bayeux Tapestry”. Bayeux Tapestry: New Interpretations. Boydell and Brewer. pp. 158–75. ISBN 978-1-8438-3470-0
- Foys, Martin (2016). “Shot through the eye and who's to blame?”. History Today (London: History Today Ltd) 66 (10).
- Freeman, Edward Augustus (1869). The History of the Norman Conquest of England: The Reign of Harold and the Interregnum. New York: Macmillan
- Freeman, Edward Augustus (1999). “Interpretations: The Battle”. In Morillo, Stephen. The Battle of Hastings. Warfare in History. Woodbridge: Boydell & Brewer. ISBN 0-8511-5619-3
- Fryde, E. B.; Greenway, D. E.; Porter, S. et al., eds (2003). Handbook of British Chronology (3rd, reprinted ed.). Cambridge: University Press. p. 29. ISBN 0-8619-3106-8
- Grainge, Christine; Grainge, Gerald (1999). “Intepretations:The Pevensey Expedition: Brilliantly Executed plan or near disaster”. In Morillo, Stephen. The Battle of Hastings. Warfare in History. Woodbridge: Boydell & Brewer. pp. 130–142. ISBN 0-8511-5619-3
- Hill, Mark (2003年). “Consistory Court Judgment CH 79/03”.  Chichester:  Consistory Court of the Diocese of Chichester. 2020年12月3日時点のオリジナルよりアーカイブ。2023年9月11日閲覧。
- Howarth, David (1983). 1066: The Year of the Conquest. Penguin Books
- Livingston, Michael (2022年). “The Arrow in King Harold's Eye: The Legend That Just Won't Die”. Medievalists.net. 2023年5月4日閲覧。
- Maund, K.L. (23 September 2004). “Ealdgyth [Aldgyth]”. Oxford Dictionary of National Biography (英語) (online ed.). Oxford University Press. doi:10.1093/ref:odnb/307.{{cite encyclopedia}}:  CS1メンテナンス: デフォルトと同じref (カテゴリ) (要購読、またはイギリス公立図書館への会員加入。)
- Moss, Vladimir (2011). The Fall of Orthodox England. Lulu Publishing
- Philips, Andrew (1995). Orthodox Christianity and the English Tradition. English Orthodox Trust
- Ross, Margaret Clunies (1985). “Concubinage in Anglo-Saxon England”. Past & Present (Oxford University Press on behalf of The Past and Present Society) 108 (108):  3–34. doi:10.1093/past/108.1.3. JSTOR 650572.
- Round, J. H. (1885). “Adeliza (d 1066?)” . In Stephen, Leslie (ed.). Dictionary of National Biography (英語). Vol. 1. London: Smith, Elder & Co.{{cite encyclopedia}}:  CS1メンテナンス: デフォルトと同じref (カテゴリ)
- Vitalis, Ordericus (1853). The Ecclesiastical history of England and Normandy. 1 Bk 3. London: Henry G. Bohn
- Walker, Ian (2000). Harold the Last Anglo-Saxon King. Gloucestershire: Wrens Park. ISBN 0-9057-7846-4
- William of Poitiers (1953). Gesta Guillelmi II Ducis Normannorum. English Historical Documents 1042-1189. 2 (2 ed.). Oxford: Routledge